# Солнечная аллея (роман)
«Солнечная аллея» (нем. Am kürzeren Ende der Sonnenallee — букв. «У короткого конца Солнечной аллеи») — третий роман немецкого писателя Томаса Бруссига, вышедший в 1999 году. Действие романа происходит в Восточном Берлине в конце 1970-х — начале 80-х годов. Основные события разворачиваются вокруг молодёжной компании с Солнечной аллеи, улицы в берлинском районе Баумшуленвег, в непосредственной близости от Берлинской стены. Надёжно охраняемая Берлинская стена разделила Солнечную аллею на две части: более длинную — в Западном Берлине, и более короткую — в Восточном. После сноса Берлинской стены Солнечная аллея соединяет в современном Берлине районы Нойкёльн и Баумшуленвег.
В 1999 году немецкий режиссёр Леандер Хаусман снял фильм «Солнечная аллея» по сценарию Томаса Бруссига. Впоследствии Бруссиг, собравший во время работы над сценарием много других идей, написал свой третий роман. Роман «Солнечная аллея» был переведён на множество языков.